# Ira Murchison
Ira Murchison (Estados Unidos, 6 de febrero de 1933-28 de marzo de 1994) fue un atleta estadounidense, especializado en la prueba de 4 x 100 m en la que llegó a ser campeón olímpico en 1956.

## Carrera deportiva
En los JJ. OO. de Melbourne 1956 ganó la medalla de oro en los relevos 4 x 100 metros, con un tiempo de 39.5 segundos que fue récord del mundo, llegando a meta por delante de la Unión Soviética (plata) y Alemania (bronce), siendo sus compañeros de equipo: Thane Baker, Bobby Morrow y Leamon King.